# Bruno Watschinger (Mediziner)
Bruno Watschinger (* 14. Juni 1920 in Linz; † 28. Juni 2017) war ein österreichischer Arzt und Universitätsprofessor.

## Leben und Wirken
Watschinger wuchs in Perg auf, maturierte 1938 am humanistischen Gymnasium in Linz und studierte ab 1940 an den medizinischen Fakultäten in Wien und Prag. 1945 promovierte er an der Karls-Universität in Prag. Es folgte die Turnusausbildung in Krankenhäusern in Grieskirchen und Linz. Für die Ausbildung zum Facharzt für Innere Medizin wechselte er 1948 auf Anraten von Karl Fellinger als Assistent an das Pharmakologische Institut der Universität Wien zu Franz Theodor von Brücke und 1950 an die II. Medizinische Universitätsklinik zu Karl Fellinger. Seinen wissenschaftlichen Schwerpunkt legte er auf Themen wie Nierenfunktionsdiagnostik, Hypertonie und klinische Wirkungen verschiedener Medikamentengruppen. Mit einem Stipendium der Weltgesundheitsorganisation kam er 1955 für ursprünglich drei Monate an die Cleveland Clinic in die USA, wo er in den Laboratorien von Irvine H. Page und Arthur Corcoran, zwei Spezialisten auf dem Gebiet der Hypertonie, tätig war. Entscheidende Grundlage für seine Habilitationsschrift war jedoch die Tätigkeit bei Willem Kolff. Er entwickelte 1955 als dessen Mitarbeiter ein Dialysegerät (Doppelspulen-Niere Twin Coil), das später weltweit in Einsatz kam.
Von 1960 bis 1986 war er Primar für Innere Medizin und Nephrologie im Krankenhaus der Elisabethinen Linz, wo er die größte Dialysestation Österreichs aufbaute.
1976 gründete er die Donau-Symposien, die dem wissenschaftlichen, medizinischen Austausch zwischen Ost und West dienten. Er war hochrangiges Mitglied und später Ehrenmitglied bzw. Ehrenpräsident diverser nationaler und internationaler nephrologischer Gesellschaften.
Watschinger war verheiratet mit Hildegard und ist Vater von Bruno Watschinger, der ebenfalls Internist und Nephrologe wurde,  und einer Tochter. Sein Bruder ist der Missionsarzt Herbert Watschinger. Er ist im Familiengrab in Perg begraben.

## Auszeichnungen
- Großes Ehrenzeichen für Verdienste um die Republik Österreich